# Marek Kondrat

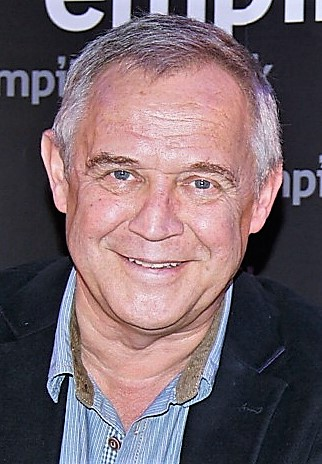
Marek Kondrat (2011)

Marek Tadeusz Kondrat (* 18. Oktober 1950 in Krakau) ist ein polnischer Schauspieler.

## Leben
Marek Kondrat erhielt seine Ausbildung zum Schauspieler an der Staatlichen Schauspielschule PWST in Warschau. Sein erstes Engagement nach seinem Abschluss führte ihn 1972/1973 an das Schlesische Theater in Katowice, doch bereits eine Saison später gelang ihm der Sprung an eine der großen Bühnen in der polnischen Hauptstadt. Bis 1983 war er Ensemblemitglied am Dramatischen Theater Warschau im Kulturpalast in Warschau. Seine großen Schauspielerfolge feierte er jedoch beim Film. In zahlreichen Produktionen war er seit Mitte der 1970er Jahre zu sehen und avancierte zu einem der meistbeschäftigten Schauspieler Polens. Für seine Leistung als selbstverhasster Adam in Marek Koterskis Tragikomödie Dzień świra (2002) erhielt er 2003 den Polnischen Filmpreis als bester Hauptdarsteller.
Kondrat spricht gut Deutsch. In der Tatort-Folge Die Reise in den Tod (1996) spielt er einen polnischen Kriminalkommissar.
Kondrat lebt als freier Schauspieler in Sopot.

## Filmografie
- 1961: Die Geschichte vom Saffianschuh (Historia zółtej ciżemki)
- 1975: Zwei Welten im Hotel Pazifik (Zaklęte rewiry)
- 1976: Die Schattenlinie (Smuga cienia) – Regie: Andrzej Wajda
- 1981: Schauder (Dreszcze) – Regie: Wojciech Marczewski
- 1981: Der Mann aus Eisen (Człowiek z żelaza) – Regie: Andrzej Wajda
- 1983: Im Land des Trugbildes (Delibabok orszaga)
- 1983: Danton – Regie: Andrzej Wajda
- 1984: Dom wariatów – Regie: Marek Koterski
- 1984: Ein Jahr der ruhenden Sonne (Rok spokojnego slonca)
- 1985: K.u.K. Deserteure (C.K. dezerterzy)
- 1989: Kapitał, czyli jak zrobić pieniądze w Polsce – Regie: Feliks Falk
- 1992: Hunde (Psy) – Regie: Władysław Pasikowski
- 1993: Der Mann aus … (Człowiek z …)
- 1993: Lieber reich und schön ( Lepiej być piękną i bogatą)
- 1994: Ein Wendehals (Zawrócony)
- 1995: Nic śmiesznego – Regie: Marek Koterski
- 1995: Der Teufel und die Jungfrau (Diabelska edukacja), Kurzfilm – Regie: Janusz Majewski
- 1995: Die tollkühne List des Oberst Kwiatkowski (Pułkownik Kwiatkowski) – Regie: Kazimierz Kutz
- 1996: Tatort – Die Reise in den Tod – Regie: Wolfgang Panzer
- 1997: Die Nacht und der Tod (Nocne graffiti) – Regie: Maciej Dutkiewicz
- 1997: Killer – Regie: Juliusz Machulski
- 1998: Bill Diamond – Geschichte eines Augenblicks (Le photographe rusé)
- 1999: Mit Feuer und Schwert (Ogniem i mieczem) – Regie: Jerzy Hoffman
- 1999: Pan Tadeusz – Regie: Andrzej Wajda
- 2001: Pieniądze to nie wszystko – Regie: Juliusz Machulski
- 2001: Weiser – Regie: Wojciech Marzewski
- 2002: Dzień świra – Regie: Marek Koterski
- 2004: Trzeci – Regie: Jan Hryniak
- 2004: Mein Vater, meine Frau und meine Geliebte
- 2005: Unkenrufe – Zeit der Versöhnung – Regie: Robert Gliński
- 2006: Wszyscy jesteśmy Chrystusami – Regie: Marek Koterski
- 2007: Ryś – Regie: Stanisław Tym
- 2007: Das Massaker von Katyn (Katyń) – Regie: Andrzej Wajda
- 2010: Der große Kater – Regie: Wolfgang Panzer